# Christophe Dister
Pour l’article homonyme, voir Alain Dister.
Christophe Dister, né à La Hulpe le 5 décembre 1970 , est un homme politique wallon, membre du MR.

## Biographie
Christophe Dister est diplômé en sciences économiques.

### Carrière politique
- Conseiller communal de La Hulpe : de janvier 1995 à décembre 2000
- Échevin de La Hulpe : de janvier 2001 à décembre 2006
- Bourgmestre de La Hulpe : de décembre 2006 à novembre 2024
- Député wallon et de la Communauté française de Belgique (à partir du 11 mars 2015, en remplacement de Florence Reuter, démissionnaire).
- Député provincial (province du Brabant Wallon) depuis décembre 2024